# Baliga bicarunculata
Baliga bicarunculata là một loài côn trùng trong họ Myrmeleontidae thuộc bộ Neuroptera. Loài này được Brauer miêu tả năm 1868.